# 譚璐美
譚 璐美（たん ろみ、タン・ロミ、タン・ルゥメイ、1950年5月17日- ）は、ニューヨーク在住のノンフィクション作家。元慶應義塾大学訪問教授。

## 経歴
東京都生まれ。横浜育ちで、横浜中華街と縁が深い人物であるという。本籍は中華人民共和国広東省高明県。慶應義塾大学文学部卒業。1973年から慶應義塾大学講師、海外技術者研修協会講師、広東省中山大学講師などを経て文筆家。専攻分野は、中国近代史と日・米・中国際関係、国際政治、経済、文化など幅広く執筆している。
汪精衛政権外交専門委員・駐日大使館情報部長・芸文社主幹の譚覚真を父に、陸軍中将河田槌太郎の娘淑子を母に聖路加病院で誕生した。譚平山と譚植棠は大叔父にあたる。幼い頃から父に連れられ中国や香港を行き来していた。
1957年から小学一年から五年まで東京の四谷にある台湾系中国人学校である東京中華学校で学び、1962年に小学六年で大陸系中国人学校である横浜山手中華学校へ転校した。同校ではバスケットボールチームに所属していたが、各種学校の扱いであったから市や県の大会に正式参加することはできなかったという。17歳のころ、日本の県立高校である神奈川県立横浜平沼高等学校に進学し、1969年に卒業 (第66期)、高校三年生までバスケットボール一色だったという。同年4月、慶應義塾大学文学部へ入学した。海外技術者研修協会の日本語非常勤講師、慶應義塾外国語学校の中国語講師、慶應義塾大学経済学部講師を務めた。

## 著書

### 単著
- 遥かなる広州 日中近代史のはざまにて 六興出版 1985.8
- 柴玲の見た夢 天安門の炎は消えず 講談社 1992.9
- 素顔の中国人 PHP研究所 1993.11
- チャイニーズ・パズル 知られざる中国事情 新潮社 1994.11
- それでも地球は回る 中国と日本とアメリカ 文藝春秋 1997.5
- 父の国から来た密使 新潮社 1997.7
- チャイニーズ・トライアングル 日本放送出版協会 1998.2
- 「天安門」十年の夢 新潮社 1999.11
- ザッツ・ア・グッド・クエッション! 日米中、笑う経済最前線 ビジネスエッセイ 日本経済新聞社 2001.2
- 中国共産党葬られた歴史 文春新書 2001.10
  - 潘承瑤（譯）.《被埋葬的中國共產黨史: 國民黨不提起的那些事, 如何改變了中(華民)國的命運?》. 大是文化有限公司. 2013-08-01
- 私はあなたを忘れない 愛と哀しみのニューヨーク 新潮社 2002.2
- 中華料理四千年 文春新書 2004.8
- 阿片の中国史 新潮新書 2005.9
- 江青に妬まれた女 ファーストレディ王光美の人生 日本放送出版協会 2006.5
- 中国共産党を作った13人 新潮新書 2010.4
- 日中百年の群像 革命いまだ成らず 新潮社（上下） 2012
- 帝都東京を中国革命で歩く 白水社 2016
- 近代中国への旅 白水社 2017
- 戦争前夜 魯迅、蔣介石の愛した日本 新潮社 2019.3
- 中国「国恥地図」の謎を解く 新潮新書 2021.10
- 宋美齢秘録―「ドラゴン・レディ」蒋介石夫人の栄光と挫折 小学館新書 2024

### 共編著
- NY崩壊 2001-09-11 世界が変わった日 写真家Jがたどる直後7時間の記録 上重泰秀写真・文 文監修 佐久間裕美子訳 エクスナレッジ 2001.12
- 譚夫人の欲深的香港の旅 コンプリート・ガイドブック 編著 新潮社 2002.5
- 新華僑老華僑 変容する日本の中国人社会 劉傑共著 2008.4 文春新書
- 複眼中国 現代中国の襞を読み解く 時事ニュースJanet 矢吹晋共著 時事ニュースJanet編集部編 時事通信社 2010.2

### 翻訳
- バンブー・ネットワーク 21世紀アジアの命運を握る華人ビジネスマンとどうつき合うか マリー・ワイデンバウム,サミュエル・ヒューズ 深田祐介監訳 小学館 1997.6